# Askträfly
Askträfly (Lithophane semibrunnea) är en fjärilsart som beskrevs av Adrian Hardy Haworth 1809. Askträfly ingår i släktet Lithophane och familjen nattflyn. Arten är reproducerande i Sverige. Inga underarter finns listade i Catalogue of Life.

## Bildgalleri

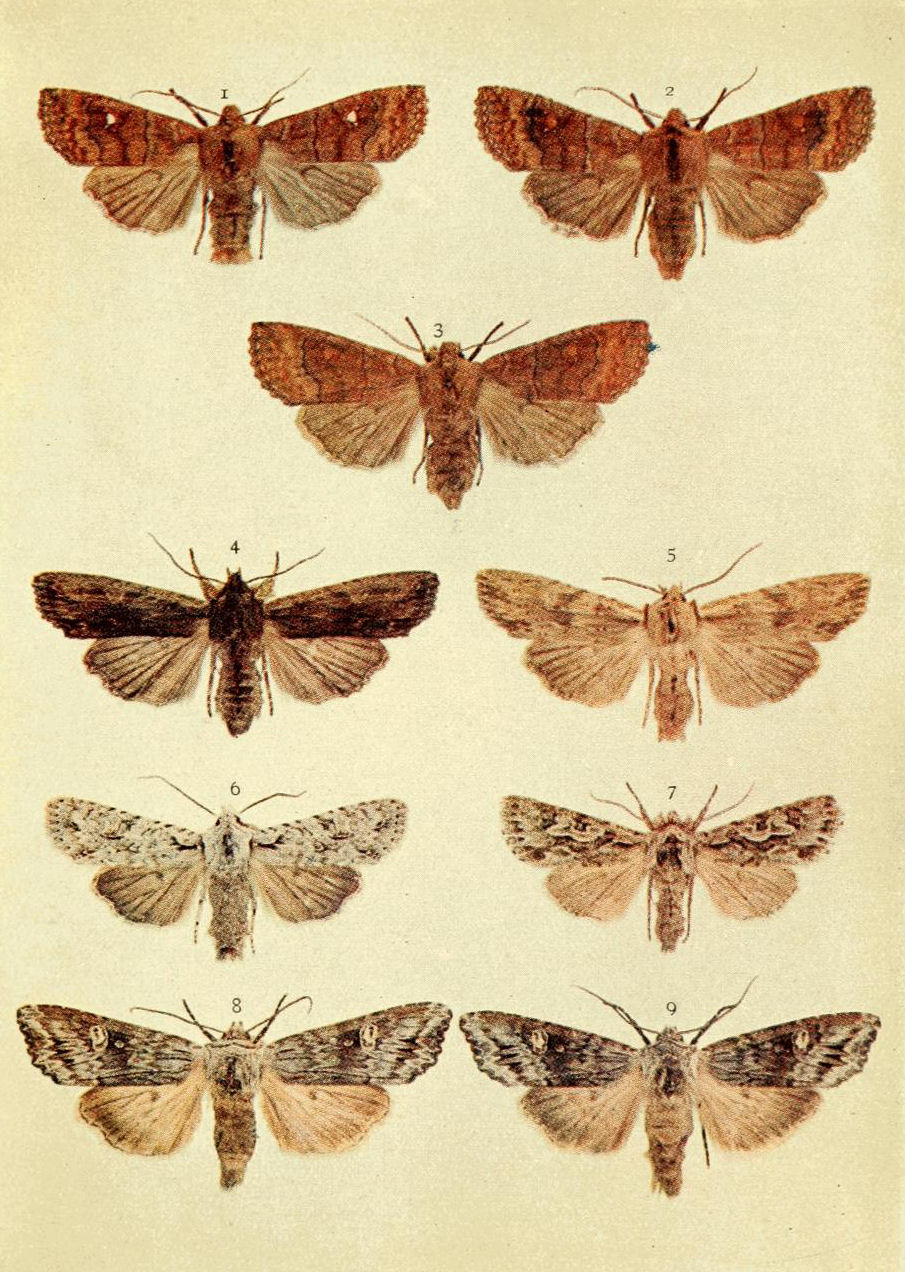